# Erasmuskapelle (Bergweiler)

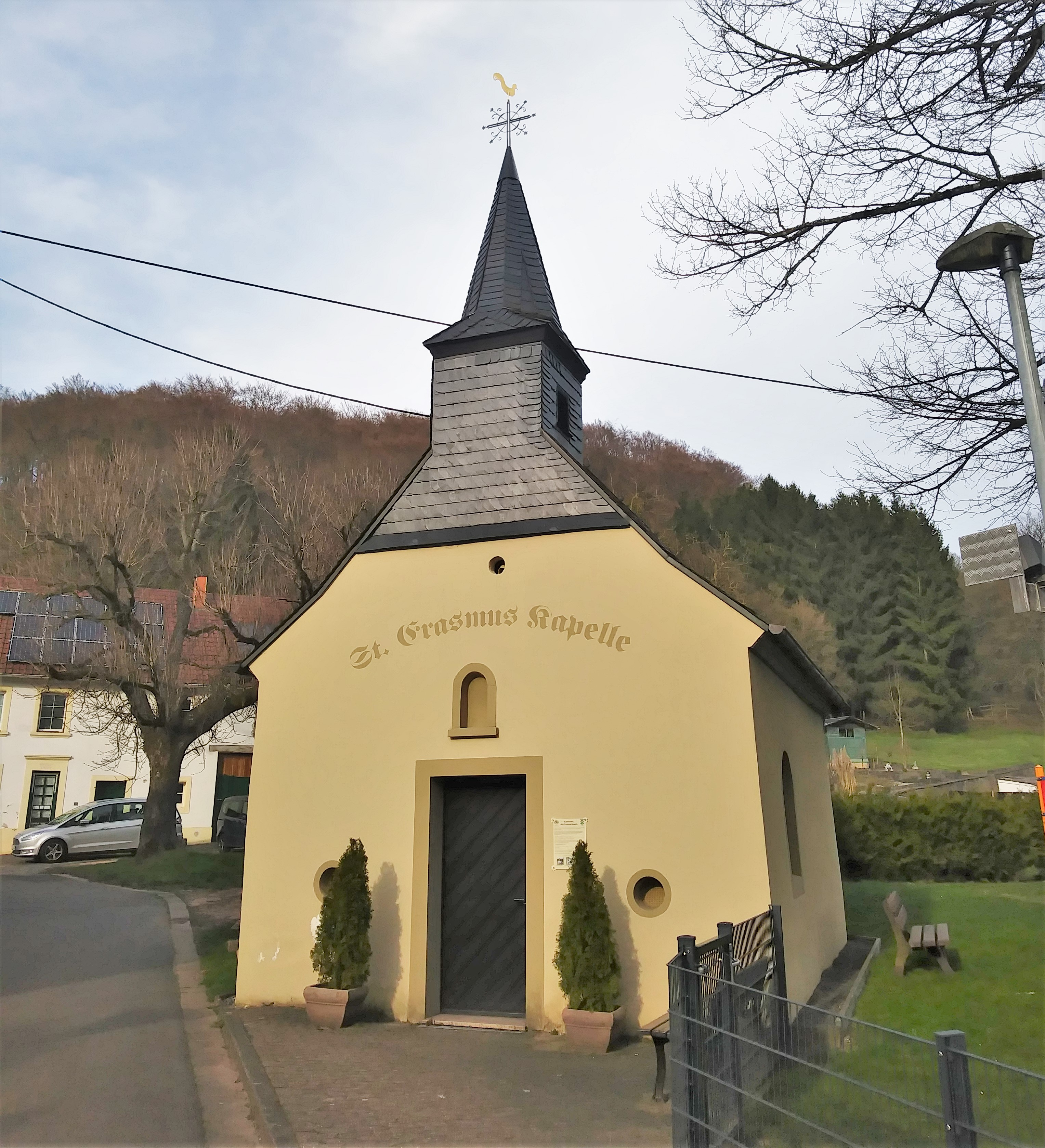
Außenansicht der Erasmuskapelle

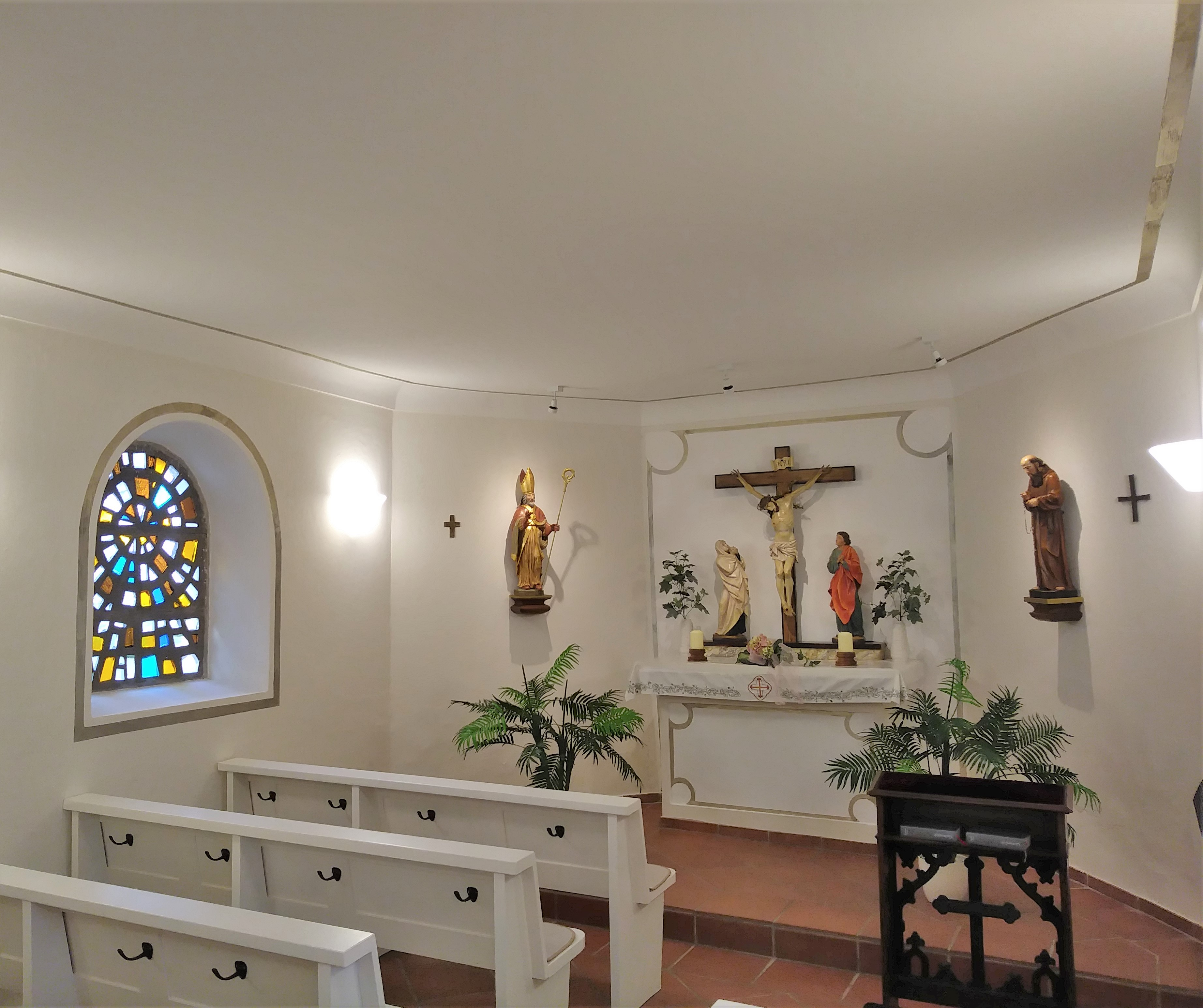
Innenraum

Die Erasmuskapelle befindet sich im nördlichen Saarland im Dorfzentrum von in Bergweiler bei Tholey. Sie ist dem Heiligen und Märtyrer Erasmus von Antiochia geweiht.

## Geschichte
Die Kapelle wurde 1784 im Stil einer kleinen barocken Saalkirche mit Dachreiter neu erbaut. Im Jahr 1971 wurde an die rechte Seitenwand eine Leichenhalle mit zwei Aufbahrungskammern errichtet, die bis zum Bau der neuen Aussegnungshalle auf dem Friedhof Bergweiler im Jahr 1996 genutzt wurde.
Dieser Anbau wurde im Jahr 2014 im Rahmen der Restaurierung der Kapelle wieder abgerissen. Aus diesem Grund befindet sich heute an dieser Seite der Kapelle kein zweites Fenster.
Die Kapelle ist in den 2019 neu eröffneten „Drei-Kapellen-Wanderweg“ rund um Bergweiler eingebunden.